# Бой с тенью 3D: Последний раунд
«Бой с тенью 3D: Последний раунд» — российский фильм режиссёра Алексея Сидорова, продолжение фильмов «Бой с тенью» (2005) и «Бой с тенью 2: Реванш» (2007), премьера которого состоялась 17 ноября 2011 года в формате 3D.

## Сюжет
По прошествии четырёх лет боксер-чемпион Артём Колчин достиг всех мыслимых вершин и стал национальным героем. На ринг он больше не выходит, предпочитая тренерскую работу и бурную светскую жизнь с постоянным мельканием на телевидении, тусовками и интрижками. Дома его по утрам встречают дочка Полина и жена Вика, которая больше не узнает в нём того Артёма, которого она когда-то полюбила. Вике начинает казаться, что она разлюбила Артёма, и она уходит от него.
Внешне благополучному существованию Колчина приходит конец, когда его подопечного Олега чуть не убивает в бою знаменитый боксёр из Филиппин Антонио Куэрте. Артём подозревает, что тот использует некие запрещенные препараты. За доказательствами ему приходится отправиться в Гонконг, где его ждёт старый знакомый Вагит Валиев: он знает о Куэрте то, чего не знает больше ни один человек. Валиев присылает мобильный телефон Артёму, на который звонит и приглашает его к себе в гости. Но по приезде в Гонконг Артёма арестовывают за контрабанду наркотиков, а затем пытаются убить.
Чудом уцелев и выжив после преследований полиции и мафии, Артём встречается с Вагитом. Выясняется, что Куэрте — генетически модифицированный человек, продукт генной инженерии, результат экспериментов из секретной лаборатории триад, которой руководит таинственный Ли Хо. Для получения доказательств главный герой вместе с Вагитом и его подругой Су отправляется в джунгли. Ему удаётся найти лабораторию и побеседовать с её руководителем, профессором Бастианом.
После скитаний по джунглям Артём попадает в руки полиции, откуда его вытаскивает полковник милиции Нечаев, приехавший в Гонконг в рамках дела о наркоторговле. Чтобы победить врагов, Артёму приходится вернуться домой, а затем снова выйти на ринг. В бою Колчин дерётся из последних сил. Куэрте готов убить его, но Артём вспоминает, что филиппинец — это мутант, которому вживили ген змеи, а змея реагирует только на движения. Колчин поднимает руку и Куэрте повёлся на движение. Он в прыжке хочет поразить Артёма своим смертельным ударом, но пропускает сокрушительный апперкот в челюсть и падает в тяжёлый нокаут. Колчин снова становится чемпионом. Сразу после боя Колчина хочет убить киллер триад, но того арестовывает Нечаев. После этого чемпион мира Артём Колчин предлагает Куэрте рассказать, что с ним сделал безумный доктор. После победы Артём получает титул чемпиона мира, его жена Вика возвращается к нему, а его подопечный Олег встает с инвалидной коляски, вдохновлённый победой Артёма. Через некоторое время Артёму на дом приходит посылка с телефоном, на который звонит Вагит, уже с Аляски, а вместе с ним и Су.

## В ролях
- Денис Никифоров — Артём Колчин
- Елена Панова — Виктория Колчина
- Андрей Панин — Вагит Валиев
- Дмитрий Шевченко — Нечаев, полковник
- Кхемправи Сэнпрасерт — Су
- Михаил Горевой — Спортивный промоутер  Артёма Майкл
- Бату Хасиков — Антонио Куэрте
- Сергей Рябых — Олег Косиков
- Ольга Дибцева — Лера
- Мария Куркова — Юля
- Евгений Понасенков — управляющий

## Съёмки
Съемки проходили в основном в Москве, но также и за рубежом, в Гонконге и Таиланде.